# Toussaint Louverture

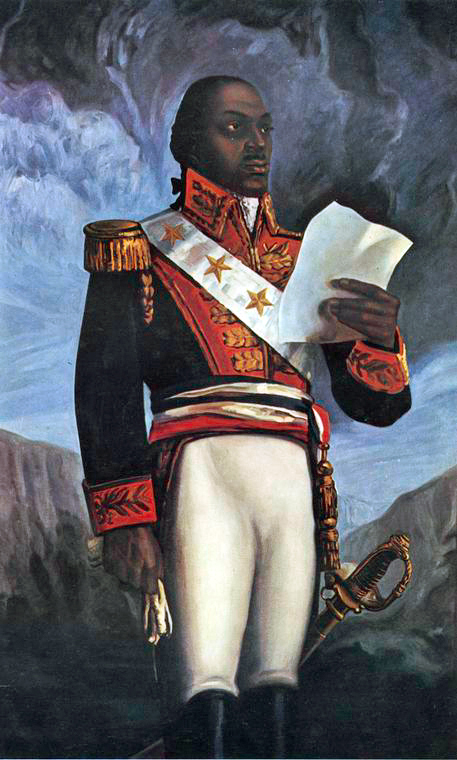
François Louverture

Toussaint L’Ouverture, 1870, Skulptur der US-amerikanischen Bildhauerin und Dichterin Anne Whitney

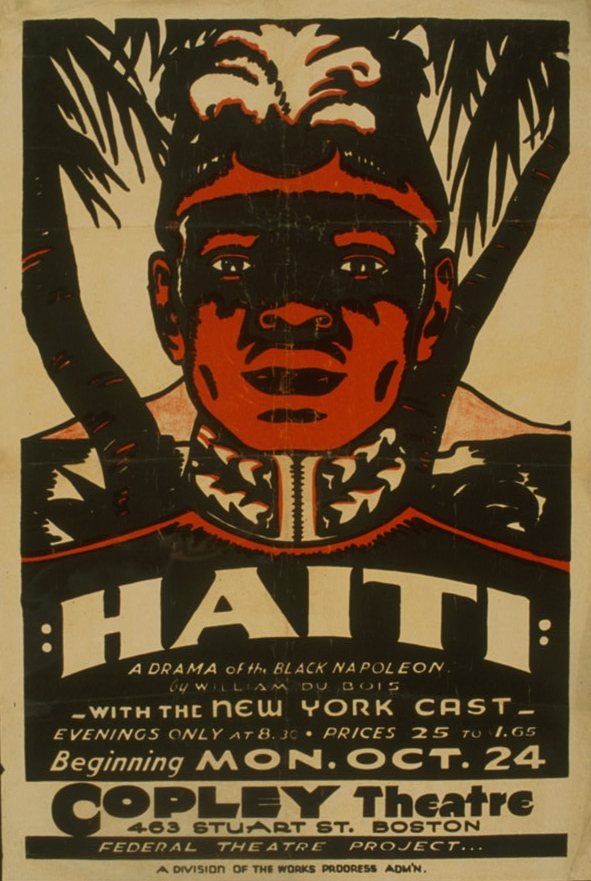
Haiti. A Drama of the Black Napoleon. Theaterstück des schwarzen Bürgerrechtlers W. E. B. Du Bois. Poster von 1938 für das Federal Theater Project in Boston.

François-Dominique Toussaint Louverture (* 20. Mai 1743 bei Cap-Haïtien als Toussaint Bréda; † 7. April 1803 im Château de Joux, Franche-Comté, fälschlich Toussaint-Louverture oder Toussaint L’Ouverture) war ein Anführer der Haitianischen Revolution.
Er besetzte während der haitianischen Revolution eine maßgebliche Führungsposition, die am 1. Januar 1804 – neun Monate nach seinem Tod – zur Unabhängigkeit des Landes führte. Er gilt in Haiti als Nationalheld.

## Leben und Wirken
Toussaint wurde um 1743 auf der Pflanzung des Grafen de Breda bei Cap-Haïtien in eine Sklavenfamilie westafrikanischer Abstammung geboren. Er war Haussklave, Viehhüter und Kutscher. Vom Priester Simon Baptiste und autodidaktisch lernte er Lesen und Schreiben sowie etwas Latein. 1777 wurde er freigelassen, er heiratete Suzanne Simon und hatte zwei Söhne, Isaac und Saint-Jean. Er war ein überzeugter Anhänger des Voodoo, das er als friedliche Vereinigung des Katholizismus mit den traditionellen Religionen Afrikas ansah.
Ende des 18. Jahrhunderts kamen vereinzelt haitianische Sklaven, die ihre Herren auf Auslandsreisen begleiteten, auch nach Frankreich, und kamen dort mit den „aufrührerischen“ Ideen dieses Landes in Berührung und verbreiteten diese bei ihrer Rückkehr nach Haiti unter den Sklaven.
Als 1789 die Nachricht von der französischen Revolution Haiti erreichte, kam es erst zu regionalen Aufständen, die sich aber schnell zu einem blutigen Bürgerkrieg ausweiteten, der in der haitianischen Revolution mündete. Das Chaos forderte Tausende Tote, die meisten waren Schwarze.
1791, als der Bürgerkrieg seinen Höhepunkt erreichte, schloss Toussaint sich der Bewegung zur Befreiung der Sklaven im französischen Teil der Insel Hispaniola (Saint-Domingue) an und wurde dank seines militärischen Sachverstandes sehr schnell der Anführer dieser Befreiungsbewegung. Diese endete 1793 siegreich und mündete in der Abschaffung der Sklaverei 1794. Es war der bis dahin erfolgreichste Sklavenaufstand in einer europäischen Kolonie. Aufgrund seiner militärischen Erfolge wurde Toussaint schon bald der „schwarze Napoleon“ genannt.
Eine Gruppe von ehemaligen Sklaven unter Toussaints Führung trat 1793 an der Seite Spaniens in den französisch/spanischen Krieg ein. 1794 wechselte er aber mit 4000 Soldaten auf die französische Seite und erhielt von diesen den Rang eines Général de brigade.
1799 brach ein Bürgerkrieg zwischen den ehemaligen Verbündeten der Befreiungsarmee aus. Toussaint erwies sich auch bei diesem Konflikt als guter Stratege und schlug die Armee des konkurrierenden Mulattenführers André Rigaud vernichtend. Er war fortan unbestrittener Herrscher der Kolonie. Den Gouverneur Étienne Maynaud de Bizefranc de Laveaux schickte Toussaint als Gesandten nach Paris, den Regierungskommissar Léger-Félicité Sonthonax ließ er 1797 aus dem Land deportieren, und Philippe-Rose Roume de Saint-Laurent, Vertreter des Direktoriums  seit 1796, wurde 1800 verhaftet.
Sonthonax hielt am 4. Februar 1798 im Rat der Fünfhundert eine Rede, in der er das Verhalten Toussaints ihm gegenüber darstellte. Ab dem Moment zeigte sich Frankreich Toussaint gegenüber misstrauisch. Hedouvilles sollte ihn bremsen.
1801 besetzte er auch den spanisch geprägten Ostteil der Insel Hispaniola (heute Dominikanische Republik), wo er ebenfalls die Sklaverei abschaffte und eine große Landreform durchführen ließ.
1802 geriet Toussaint in Widerspruch zu Frankreich, das seine Forderungen für die Rechte der Schwarzen nicht erfüllte. Toussaint erwies sich wieder als geschickter Heerführer: Er vertrieb die Franzosen von der Insel und siegte auch über englische Freibeuter und die letzten spanischen Garnisonen.
Am 20. Mai 1802 verfügte Napoleon Bonaparte, in seiner Eigenschaft als Erster Konsul, die Wiedereinführung der Sklaverei in den französischen Kolonien. Diese hatte der französische Nationalkonvent im Februar 1794 abgeschafft. Zur endgültigen Abschaffung der Sklaverei im französischen Machtbereich (und des sie regulierenden Code Noir) sollte es erst 1848 kommen. Bereits im Dezember 1801 hatte Napoleon ein über 30.000 Mann zählendes Expeditionsheer in See stechen lassen, das Anfang Februar 1802 vor Hispaniola anlangte. Mit der „Wiedereinbringung“ der abtrünnigen Kolonie war Divisionsgeneral Charles Victoire Emmanuel Leclerc beauftragt. Toussaint geriet am 7. Juni 1802 in Gefangenschaft und wurde nach Frankreich deportiert. Am 7. April 1803 starb François-Dominique Toussaint Louverture im Fort de Joux bei Pontarlier (Département Doubs) an den Folgen der harten Haftbedingungen.

## Rezeption in der Literatur
Haiti war das erste Land Lateinamerikas, das sich durch die Unabhängigkeitserklärung Jean-Jacques Dessalines aus dem Status einer Kolonie befreite und am 1. Januar 1804 die staatliche Unabhängigkeit erlangte. Nach den USA war Haiti der zweite Staat des amerikanischen Kontinents, dem dies aus eigener Kraft – durch die Haitianische Revolution – gelang.
Der westindische Autor und marxistische Theoretiker C. L. R. James schrieb mit seinem 1938 erschienenen Werk The Black Jacobins: Toussaint L’Ouverture and the San Domingo Revolution ein Standardwerk über den haitianischen Revolutionär.
Weiteren literarischen Niederschlag fand sein Leben in Die Hochzeit von Haiti und Der Schlüssel, zwei Erzählungen von Anna Seghers, auch in Isabel Allendes Roman Die Insel unter dem Meer kommt er vor. Der Flughafen der haitianischen Hauptstadt Port-au-Prince trägt seinen Namen; er heißt Aéroport international Toussaint Louverture.
Bereits circa im August 1802 hatte der englische romantische Dichter William Wordsworth ihm das Gedicht To Toussaint L’Ouverture gewidmet, das am 2. Februar 1803 in der Zeitung Morning Post veröffentlicht wurde.
Auch in Frankreich war der haitianische Revolutionsführer Gegenstand einer literarischen Mythisierung. Schon zu seinen Lebzeiten schrieben viele französische Zeit- und Augenzeugen über den heutigen Nationalhelden Haitis. Bis heute entstand eine Vielzahl von Werken über ihn.

## Rezeption in der Popkultur
Der Jazz-Trompeter Donald Byrd bekam ihm zu Ehren von seinem Vater, einem Methodistenpfarrer, den Taufnamen Donaldson Toussaint L’Ouverture Byrd II.
Die Latin-Rock-Band Santana veröffentlichte in ihrer psychedelischen Phase auf dem Album Santana III (1971) ein Instrumentalstück mit dem Titel Toussaint L’Overture. Eine frühe Live-Aufnahme davon findet sich auf einer Sonderedition des zweiten Albums Abraxas (1970) als Bonustrack. Die Live-Version entstand am 18. April 1970 in der Royal Albert Hall. Weitere Live-Versionen befinden sich auf den Alben Lotus (1974), Moonflower (1977), Sacred Fire (1993), Dance Of The Rainbow Serpent (1995) und Santana IV – Live At The House Of Blues, Las Vegas (2016). Erst auf dem 2016er-Album wird der Titel in Toussaint L’Ouverture korrigiert.
Die US-amerikanische Experimental-Rockband Swans veröffentlichte 2014 auf ihrem Album „To Be Kind“ ein 34-minütiges Rock-Epos mit dem Titel „Bring the Sun/Toussaint L’Ouverture“.
Das Magazin Jacobin nutzt ein stilisiertes Bild Louvertures als Logo.

### Wissenschaftliche Darstellungen
- Alain Foix: Toussaint Louverture. Gallimard, Paris 2007, ISBN 978-2-07-034096-5.
- Philippe Girard: Toussaint Louverture: A Revolutionary Life. Basic, New York 2016, ISBN 978-0-465-09413-4.
- Sudhir Hazareesingh: Black Spartacus. Das große Leben des Toussaint Louverture. C.H. Beck, München 2022, ISBN 978-3-406-78458-3.
- Jennifer Ngaire Heuer: Race, Law, and Contested Heritage: Toussaint Louverture’s Family in France. In: The Journal of Modern History, Bd. 94 (2022), Heft 4, S. 790–821.
- C. L. R. James: The black Jacobins. 1938.
  - Die schwarzen Jakobiner. Toussaint L’Ouverture und die San-Domingo-Revolution. Pahl-Rugenstein, Köln 1984, ISBN 3-7609-0911-6.
  - Neuausgabe als Die schwarzen Jakobiner. Toussaint Louverture und die Haitianische Revolution, b_books und Karl Dietz Verlag, Berlin 2021, ISBN 978-3-320-02386-7.
- Isabell Lammel: Der Toussaint-Louverture-Mythos. Transformationen in der französischen Literatur, 1791–2012. transcript Verlag, Bielefeld 2015, ISBN 978-3-8376-3170-8.
- Isabell Lammel: Toussaint Louverture in der französischen Romantik: Die Transformation des haitianischen Revolutionsführers zum Widerpart Napoleon Bonapartes. In: Sonja Georgi, Julia Ilgner, Isabell Lammel, Cathleen Sarti, Christine Waldschmidt (Hrsg.): Geschichtstransformationen. Medien, Verfahren und Funktionalisierungen historischer Rezeption. transcript Verlag, Bielefeld 2015, ISBN 978-3-8376-2815-9, S. 481–500.
- Isabell Lammel: Die Funktionalisierung des haitianischen Revolutionsführers Toussaint Louverture als Vollender der Französischen Revolution. In: Jasmin Marjam Rezai Dubiel (Hrsg.): «Indignez Vous!» – Geschichte schreiben im 21. Jahrhundert. Neofelis, Berlin 2014, ISBN 978-3-943414-48-6, S. 97–118.
- Wenda Parkinson: This gilded African. Toussaint L’Ouverture. Quartet Books, London 1978, ISBN 0-7043-2187-4.

### Belletristische Darstellungen
- Otto Hoffmann: Toussaint, der Negerheld. Eine Erzählung für die reifere Jugend. Hoffmann, Stuttgart 1876. (Jugendbuch)
- Anna Seghers: Die Hochzeit von Haiti. 1948. In: Robert Cohen (Hrsg.): Anna Seghers: Erzählungen 1948–1949. (= Werkausgabe. Band II/3). Aufbau, Berlin 2012, ISBN 978-3-351-03469-6, S. 5–58.
- Anna Seghers: Drei Frauen aus Haiti. Zweite Geschichte Der Schlüssel. Aufbau-Verlag Berlin und Weimar 1980.
- Theodor Mügge: Toussaint. Historischer Roman. Saur, München 1991, ISBN 3-598-51962-1. (7 Microfiches; Nachdr. d. Ausg. Stuttgart 1840)

## Filme
- Égalité for All: Toussaint Louverture and the Haitian Revolution. Koval Films LLC London 2009 (ca. 60 min) – deutsche Erstausstrahlung: ARTE, 8. Januar 2011
- „Toussaint Louverture“: 2012 für das französische Fernsehen produzierter 2-teiliger Fernsehfilm, Regie Philippe Niang, mit Jimmy Jean-Louis und Hubert Koundé.